# S&M2
S&M2 (estilizado como S&M2; uma abreviatura de Symphony & Metallica 2) é um álbum ao vivo da banda americana de thrash metal Metallica e com a Orquestra Sinfônica de São Francisco. É uma continuação de S&M, um álbum colaborativo ao vivo lançado em 1999. O álbum foi gravado durante uma apresentação ao vivo em São Francisco, no Chase Center, em 2019. A performance também foi filmada e lançada nos cinemas em 9 de outubro de 2019.

## Antecedentes e gravação
Nos dias 21 e 22 de abril de 1999, o Metallica, em colaboração com a Orquestra Sinfônica de São Francisco e Michael Kamen, gravou e filmou um concerto no Berkeley Community Theatre. A performance foi lançada como filme e álbum ao vivo em novembro de 1999.
Em março de 2019, o Metallica anunciou o show S&M2. O concerto, que foi realizado de forma semelhante em colaboração com a Orquestra Sinfônica de São Francisco, foi planejado para comemorar o 20º aniversário do S&M. O concerto foi gravado e filmado no Chase Center em São Francisco nos dias 6 e 8 de setembro de 2019, com Edwin Outwater e Michael Tilson Thomas conduzindo a orquestra sinfônica. O show também marcou a inauguração do Chase Center. As filmagens foram dirigidas por Wayne Isham, que também dirigiu S&M.

## Lançamento
O filme foi lançado nos cinemas em 9 de outubro de 2019. Arrecadou mais de US$ 1,2 milhão nas bilheterias norte-americanas e totalizou US$ 5,5 milhões internacionalmente, tornando-se o evento de cinema de rock de maior bilheteria de todos os tempos. Como resultado, o filme foi exibido nos cinemas pela segunda vez em 30 de outubro de 2019.
O álbum ao vivo foi lançado em 28 de agosto de 2020. O lançamento em Blu-ray incluiu uma nova versão revisada do filme visto nos cinemas editada pela banda, com áudio remixado e remasterizado, além de cenas de bastidores.

## Recepção da crítica
| Críticas profissionais | Críticas profissionais |
| Pontuações agregadas   | Pontuações agregadas   |
| Fonte                  | Avaliação              |
| ---------------------- | ---------------------- |
| Metacritic             | 78/100                 |
| Avaliações da crítica  |                        |
| Fonte                  | Avaliação              |
| AllMusic               | [ 16 ]                 |
| Clash                  | 7/10                   |
| Classic Rock           | 9/10                   |
| Consequence of Sound   | B+                     |
| Kerrang!               | [ 19 ]                 |
| Metal Hammer           | [ 20 ]                 |
| Mojo                   | 4 de 5 estrelas.       |
| Pitchfork              | 5.2/10                 |
| Slant Magazine         | [ 22 ]                 |

No Metacritic, que atribui uma classificação normalizada de 100 para resenhas de publicações convencionais, o álbum recebeu uma pontuação média de 78 com base em oito resenhas, indicando "críticas geralmente favoráveis".
Os críticos geralmente elogiaram o álbum como um digno sucessor do S&M. Paul Brannigan da Kerrang! deu à performance uma classificação perfeita, escrevendo que o álbum "é um tributo à crescente confiança do Metallica como músicos e compositores, e uma justificativa absoluta de sua decisão de revisitar uma de suas saídas criativas mais inspiradas".
Em uma crítica mista, Andy Cush do Pitchfork sentiu que o álbum tinha os mesmos problemas que o S&M. Cush escreveu que as músicas não são adequadas para um acompanhamento orquestral, escrevendo "As melhores músicas do Metallica, por mais complexas e ambiciosas que sejam, não são realmente adequadas para a orquestração adicional que obtêm aqui, precisamente porque já são bastante sinfônicas." Cush também criticou a seleção de músicas para S&M2, observando que "Das 20 músicas aqui, mais da metade apareceu de forma semelhante há mais de duas décadas no primeiro S&M."

## Desempenho comercial
S&M2 estreou em 4º lugar na Billboard com 56.000 unidades de álbuns equivalentes, sendo 53.000 unidades provenientes das vendas de álbuns.

## Lista de faixas

### CD 1
| N.º            | Título                               | Compositor(es)                                        | Álbum original                       | Duração |  |
| 1.             | "The Ecstasy Of Gold" (instrumental) | Ennio Morricone                                       | The Good, the Bad and the Ugly       | 2:41    |  |
| 2.             | "The Call of Ktulu" (instrumental)   | James Hetfield Lars Ulrich Cliff Burton Dave Mustaine | Ride the Lightning (1984)            | 9:14    |  |
| 3.             | "For Whom The Bell Tolls"            | Hetfield Ulrich Burton                                | Ride the Lightning (1984)            | 4:37    |  |
| 4.             | "The Day That Never Comes"           | Hetfield Ulrich Kirk Hammett Robert Trujillo          | Death Magnetic (2008)                | 8:27    |  |
| 5.             | "The Memory Remains"                 | Hetfield Ulrich                                       | Reload (1997)                        | 5:42    |  |
| 6.             | "Confusion"                          | Hetfield Ulrich                                       | Hardwired... to Self-Destruct (2016) | 6:41    |  |
| 7.             | "Moth into Flame"                    | Hetfield Ulrich                                       | Hardwired... to Self-Destruct (2016) | 6:18    |  |
| 8.             | "The Outlaw Torn"                    | Hetfield Ulrich                                       | Load (1996)                          | 10:03   |  |
| 9.             | "No Leaf Clover"                     | Hetfield Ulrich                                       | S&M (1999)                           | 5:30    |  |
| 10.            | "Halo on Fire"                       | Hetfield Ulrich                                       | Hardwired... to Self-Destruct (2016) | 8:17    |  |
| Duração total: | Duração total:                       | Duração total:                                        | Duração total:                       | 1:07:30 |  |

### CD 2
| N.º            | Título                                                                                       | Compositor(es)                   | Álbum original                | Duração |  |
| 1.             | "Intro to Scythian Suite"                                                                    |                                  |                               | 5:17    |  |
| 2.             | "Scythian Suite, Opus 20 II: The Enemy God and the Dance of the Dark Spirits" (instrumental) | Serguei Prokofiev                |                               | 3:39    |  |
| 3.             | "Intro to the Iron Foundry"                                                                  |                                  |                               | 1:03    |  |
| 4.             | "The Iron Foundry, Opus 19" (instrumental)                                                   | Alexander Mosolov                |                               | 4:16    |  |
| 5.             | "The Unforgiven III"                                                                         | Hetfield Ulrich Hammett Trujillo | Death Magnetic (2008)         | 8:19    |  |
| 6.             | "All Within My Hands"                                                                        | Hetfield Ulrich Hammett Bob Rock | St. Anger (2003)              | 6:13    |  |
| 7.             | "(Anesthesia) - Pulling Teeth" (instrumental)                                                | Burton                           | Kill 'Em All (1983)           | 7:27    |  |
| 8.             | "Wherever I May Roam"                                                                        | Hetfield Ulrich                  | Metallica (1991)              | 6:32    |  |
| 9.             | "One"                                                                                        | Hetfield Ulrich                  | ...And Justice for All (1988) | 9:32    |  |
| 10.            | "Master of Puppets"                                                                          | Hetfield Ulrich Hammett Burton   | Master of Puppets (1986)      | 8:29    |  |
| 11.            | "Nothing Else Matters"                                                                       | Hetfield Ulrich                  | Metallica (1991)              | 6:39    |  |
| 12.            | "Enter Sandman"                                                                              | Hetfield Ulrich Hammett          | Metallica (1991)              | 8:45    |  |
| Duração total: | Duração total:                                                                               | Duração total:                   | Duração total:                | 1:16:42 |  |

### Blu-ray
| N.º | Título                                                                                       | Duração |  |
| 1.  | "Intro (Wherever I May Roam / All Within My Hands)" (medley)                                 |         |  |
| 2.  | "The Ecstasy Of Gold" (instrumental)                                                         |         |  |
| 3.  | "The Call of Ktulu" (instrumental)                                                           |         |  |
| 4.  | "For Whom The Bell Tolls"                                                                    |         |  |
| 5.  | "The Day That Never Comes"                                                                   |         |  |
| 6.  | "The Memory Remains"                                                                         |         |  |
| 7.  | "Confusion"                                                                                  |         |  |
| 8.  | "Moth into Flame"                                                                            |         |  |
| 9.  | "The Outlaw Torn"                                                                            |         |  |
| 10. | "No Leaf Clover"                                                                             |         |  |
| 11. | "Halo on Fire"                                                                               |         |  |
| 12. | "Intro to Scythian Suite"                                                                    |         |  |
| 13. | "Scythian Suite, Opus 20 II: The Enemy God and The Dance of the Dark Spirits" (instrumental) |         |  |
| 14. | "Intro to the Iron Foundy"                                                                   |         |  |
| 15. | "The Iron Foundy, Opus 19" (instrumental)                                                    |         |  |
| 16. | "The Unforgiven III"                                                                         |         |  |
| 17. | "All Within My Hands"                                                                        |         |  |
| 18. | "(Anesthesia) - Pulling Teeth" (instrumental)                                                |         |  |
| 19. | "Wherever I May Roam"                                                                        |         |  |
| 20. | "One"                                                                                        |         |  |
| 21. | "Master of Puppets"                                                                          |         |  |
| 22. | "Nothing Else Matters"                                                                       |         |  |
| 23. | "Enter Sandman"                                                                              |         |  |
| 24. | "Créditos"                                                                                   |         |  |
| 25. | "Behind the Scenes: Making of the Show"                                                      |         |  |
| 26. | "All Within My Hands Promo"                                                                  |         |  |

## Créditos

### Metallica
- James Hetfield – vocais, guitarra rítmica, guitarra solo em Nothing Else Matters, Master Of Puppets e The Outlaw Torn, violão em All Within My Hands, produção
- Lars Ulrich – bateria, produção
- Kirk Hammett – guitarra solo, vocais de apoio, violão em All Within My Hands, sitar em Wherever I May Roam[24]
- Robert Trujillo – baixo, vocais de apoio

### Orquestra Sinfônica de São Francisco
- Edwin Outwater – maestro
- Michael Tilson Thomas – maestro em Scythian Suite, Opus 20 II: The Enemy God and the Dance of the Dark Spirits, The Iron Foundry, Opus 19, The Unforgiven III e Enter Sandman, teclados em Enter Sandman
- Scott Pingel – solo de baixo de (Anesthesia) – Pulling Teeth
- Nadya Tichman, Jeremy Constant, Mariko Smiley, Melissa Kleinbart, Sarn Oliver, Naomi Kazama Hull, Victor Romasevich, Yun Chu, Yukiko Kurakata, Katie Kadarauch – violinos
- Jessie Fellows, Polina Sedukh, David Chernyavsky, Raushan Akhmedyarova, Chen Zhao, Adam Smyla, Sarah Knutson, Yuna Lee – violinos
- Yun Jie Liu, John Schoening, Christina King, Gina Cooper, David Gaudry, Matthew Young, David Kim, Nanci Severance – violas
- Amos Yang, Margaret Tait, Jill Rachuy Brindel, Stephen Tramontozzi, Shu-Yi Pai, Richard Andaya, Miriam Perkoff, Adelle-Akiko Kearns – violoncelos
- Scott Pingel, Daniel G. Smith, S. Mark Wright, Charles Chandler, Chris Gilbert, William Ritchen – baixos
- Robin McKee, Linda Lukas, Catherine Payne – flautas
- James Button, Pamela Smith, Russ deLuna – oboés
- Luis Baez, David Neuman, Jerome Simas – clarinetes
- Stephen Paulson, Rob Weir, Steven Braunstein – fagotes
- Robert Ward, Jonathan Ring, Bruce Roberts, Daniel Hawkins, Chris Cooper, Joshua Paulus, Jeff Garza – trompas
- Aaron Schuman, Joseph Brown, Robert Giambruno, John Freeman – trompetes
- Timothy Higgins, Nick Platoff, John Engelkes, Jeff Budin – trombones
- Jeffrey Anderson – tuba
- Edward Stephan – tímpanos
- Jacob Nissly, James Lee Wyatt III, Tom Hemphill, Robert Klieger – percussão
- Douglas Rioth – harpa
- Marc Shapiro – teclado

#### Músicos de apoio
- Avi Vinocur – vocais de apoio em All Within My Hands

### Técnica
- Greg Fidelman – produção, mixagem
- Edwin Outwater – direção musical
- Michael Tilson Thomas – conceituação adicional
- Bruce Coughlin, Michael Kamen – arranjo
- Scott Pingel – arranjo em (Anesthesia) – Pulling Teeth
- Emily Grisham, Adriana Grace, David Horne, Larry Spivack, Frederick Alden Terry – copistas
- Ann Shuttlesworth, Patrick DiCenso – transcritores
- John Harris, Jay Vicari, Brian Flanzbaum – engenharia de gravação
- Bran Vibberts, Bob Wartinbee, Charlie Campbell, Mike Fortunato, Jimmy Goldsmith, Dave Schwerkolt – equipe de gravação
- Sara Lyn Killion, Dan Monti, Jim Monti, Jason Gossman, Kent Matcke, Billy Joe Bowers – engenharia, edição
- Bob Ludwig – masterização
- Anton Corbijn – fotografia da banda
- Stan Musilek – fotografia da capa/instrumento
- Brett Murray – fotografia adicional do público
- David Turner – design da embalagem do álbum, direção de arte
- Alex Tenta – layout da embalagem do álbum, direção de arte adicional

## Paradas
| País - Parada (2020)                             | Melhor posição |
| ------------------------------------------------ | -------------- |
| Alemanha (GFK Top 100 Oficial)                   | 1              |
| Austrália (ARIA)                                 | 1              |
| Áustria (Ö3)                                     | 1              |
| Bélgica (Ultratop – Álbuns de Flandres)          | 1              |
| Bélgica (Ultratop – Álbuns de Valônia)           | 2              |
| Canadá (Álbuns Canadenses da Billboard)          | 4              |
| Chéquia (IFPI)                                   | 4              |
| Dinamarca (Hitlisten)                            | 3              |
| Escócia (OCC Scottish Singles and Albums Charts) | 1              |
| Espanha (PROMUSICAE)                             | 3              |
| Estados Unidos (Billboard 200)                   | 4              |
| Estados Unidos (Billboard Top Classical Albums)  | 1              |
| Estados Unidos (Billboard Top Hard Rock Albums)  | 1              |
| Estados Unidos (Billboard Top Rock Albums)       | 1              |
| Finlândia (Suomen virallinen lista)              | 3              |
| França (SNEP)                                    | 4              |
| Holanda (Top 100 Álbuns)                         | 1              |
| Hungria (MAHASZ)                                 | 2              |
| Irlanda (OCC)                                    | 2              |
| Itália (FIMI)                                    | 13             |
| Nova Zelândia (RMNZ)                             | 7              |
| Noruega (VG-lista)                               | 6              |
| Polônia (ZPAV)                                   | 3              |
| Portugal (AFP)                                   | 1              |
| Reino Unido (OCC UK Albums Chart)                | 2              |
| Reino Unido (OCC UK Rock Chart)                  | 1              |
| Suíça (Swiss Hitparade)                          | 2              |

| País - Parada (2020)                            | Melhor posição |
| ----------------------------------------------- | -------------- |
| Alemanha (GFK Top 100 Oficial)                  | 7              |
| Áustria (Ö3)                                    | 71             |
| Bélgica (Ultratop – Álbuns de Flandres)         | 123            |
| Bélgica (Ultratop – Álbuns de Valônia)          | 55             |
| Espanha (PROMUSICAE)                            | 81             |
| Estados Unidos (Billboard Top Classical Albums) | 1              |
| Estados Unidos (Billboard Top Rock Albums)      | 58             |
| França (SNEP)                                   | 183            |
| Polônia (ZPAV)                                  | 30             |
| Suíça (Swiss Hitparade)                         | 42             |

| País - Parada (2021)                            | Melhor posição |
| ----------------------------------------------- | -------------- |
| Estados Unidos (Billboard Top Classical Albums) | 10             |

## Certificações
| País - Parada   | Certificação | Vendas   |
| --------------- | ------------ | -------- |
| Alemanha (BMVI) | Ouro         | ±100.000 |
| Polônia (ZPAV)  | Ouro         | ±10.000  |